# Ricardo Ten
Ricardo Ten Argilés (Valencia, 11 de agosto de 1975) es un deportista español que compite en natación adaptada y ciclismo adaptado. Ha ganado once medallas en los Juegos Paralímpicos de Verano entre los años 1996 y 2024.
El 7 de octubre de 2024 se le otorgó el título de Hijo Predilecto de Valencia, la distinción honorífica más importante de la ciudad de Valencia.

## Palmarés internacional
| Juegos Paralímpicos | Juegos Paralímpicos      | Juegos Paralímpicos | Juegos Paralímpicos         |
| Año                 | Lugar                    | Medalla             | Prueba                      |
| ------------------- | ------------------------ | ------------------- | --------------------------- |
| 1996                | Atlanta (Estados Unidos) | Medalla de plata    | 100 m braza SB4             |
| 1996                | Atlanta (Estados Unidos) | Medalla de bronce   | 4 × 50 m estilos S1-6       |
| 2000                | Sídney (Australia)       | Medalla de oro      | 100 m braza SB4             |
| 2000                | Sídney (Australia)       | Medalla de oro      | 4 × 50 m estilos (20 ptos.) |
| 2008                | Pekín (China)            | Medalla de oro      | 100 m braza SB4             |
| 2008                | Pekín (China)            | Medalla de bronce   | 4 × 50 m estilos (20 ptos.) |
| 2012                | Londres (Reino Unido)    | Medalla de bronce   | 100 m braza SB4             |

| Juegos Paralímpicos | Juegos Paralímpicos | Juegos Paralímpicos | Juegos Paralímpicos              |
| Año                 | Lugar               | Medalla             | Prueba                           |
| ------------------- | ------------------- | ------------------- | -------------------------------- |
| 2020                | Tokio (Japón)       | Medalla de bronce   | Velocidad por equipos C1-5 mixto |
| 2024                | París (Francia)     | Medalla de plata    | Velocidad por equipos C1-5 mixto |
| 2024                | París (Francia)     | Medalla de bronce   | Persecución individual C1        |

| Juegos Paralímpicos | Juegos Paralímpicos | Juegos Paralímpicos | Juegos Paralímpicos |
| Año                 | Lugar               | Medalla             | Prueba              |
| ------------------- | ------------------- | ------------------- | ------------------- |
| 2024                | París (Francia)     | Medalla de oro      | Contrarreloj C1     |